# ArteEnsaio
ArteEnsaio é uma editora e produtora cultural brasileira, sediada no Rio de Janeiro e fundada em 1996, especializada em produzir livros de arte e infantis, além de outros projetos culturais voltados para o Teatro e o Cinema. Em 2010, lançou o projeto Acredite, voltado à produção de um livro sobre a Publicidade no Brasil, a partir do depoimento de profissionais da área.